# Vilarouco
Vilarouco é uma povoação portuguesa do Município de São João da Pesqueira que foi sede da extinta Freguesia de Vilarouco, freguesia que tinha 26,85 km² de área e 328 habitantes (2011), e, por isso, uma densidade populacional de 12,2 hab/km².
A Freguesia de Vilarouco foi extinta e agregada à Freguesia de Pereiros, criando-se a União das freguesias de Vilarouco e Pereiros.
À Freguesia de Vilarouco pertenciam os lugares de Vilarouco (100 habitantes em 2011), Senhora da Estrada (61 hab.), Vidigal (149 hab.) e outro pequenos lugares (18 hab.).
Muitos dos seus filhos emigraram para França, Bélgica, Suíça ou Alemanha, muitos deles voltam para as férias. A toponímia indica que o seu nome derive do Deus Celta Larouco. Tem uma igreja barroca bem conservada.

## População
| População da freguesia de Vilarouco | População da freguesia de Vilarouco | População da freguesia de Vilarouco | População da freguesia de Vilarouco | População da freguesia de Vilarouco | População da freguesia de Vilarouco | População da freguesia de Vilarouco | População da freguesia de Vilarouco | População da freguesia de Vilarouco | População da freguesia de Vilarouco | População da freguesia de Vilarouco | População da freguesia de Vilarouco | População da freguesia de Vilarouco | População da freguesia de Vilarouco | População da freguesia de Vilarouco |
| ----------------------------------- | ----------------------------------- | ----------------------------------- | ----------------------------------- | ----------------------------------- | ----------------------------------- | ----------------------------------- | ----------------------------------- | ----------------------------------- | ----------------------------------- | ----------------------------------- | ----------------------------------- | ----------------------------------- | ----------------------------------- | ----------------------------------- |
| 1864                                | 1878                                | 1890                                | 1900                                | 1911                                | 1920                                | 1930                                | 1940                                | 1950                                | 1960                                | 1970                                | 1981                                | 1991                                | 2001                                | 2011                                |
| 729                                 | 788                                 | 774                                 | 808                                 | 849                                 | 743                                 | 802                                 | 930                                 | 956                                 | 1 123                               | 646                                 | 529                                 | 458                                 | 427                                 | 328                                 |

| Distribuição da População por Grupos Etários | Distribuição da População por Grupos Etários | Distribuição da População por Grupos Etários | Distribuição da População por Grupos Etários | Distribuição da População por Grupos Etários | Distribuição da População por Grupos Etários | Distribuição da População por Grupos Etários | Distribuição da População por Grupos Etários | Distribuição da População por Grupos Etários | Distribuição da População por Grupos Etários |
| -------------------------------------------- | -------------------------------------------- | -------------------------------------------- | -------------------------------------------- | -------------------------------------------- | -------------------------------------------- | -------------------------------------------- | -------------------------------------------- | -------------------------------------------- | -------------------------------------------- |
| Ano                                          | 0-14 Anos                                    | 15-24 Anos                                   | 25-64 Anos                                   | > 65 Anos                                    |                                              | 0-14 Anos                                    | 15-24 Anos                                   | 25-64 Anos                                   | > 65 Anos                                    |
| 2001                                         | 57                                           | 63                                           | 203                                          | 104                                          |                                              | 13,3%                                        | 14,8%                                        | 47,5%                                        | 24,4%                                        |
| 2011                                         | 31                                           | 32                                           | 159                                          | 106                                          |                                              | 9,5%                                         | 9,8%                                         | 48,5%                                        | 32,3%                                        |

Média do País no censo de 2001:  0/14 Anos-16,0%; 15/24 Anos-14,3%; 25/64 Anos-53,4%; 65 e mais Anos-16,4%
Média do País no censo de 2011:   0/14 Anos-14,9%; 15/24 Anos-10,9%; 25/64 Anos-55,2%; 65 e mais Anos-19,0%

## Património
- Igreja Paroquial de Vilarouco;
- Capela da Senhora da Estrada;
- Capela de Santa Eufémia;
- Capela de Santa Bárbara;
- Capela de Santo António;
- Solar dos Cortes Reais.

## Pontos de interesse
- Paisagens naturais e terrenos cultivados

## Economia
Vilarouco produz vinho, azeite, amêndoas e mel.